# Spintaro
Spintaro,  chiamato anche Mnesia (in greco antico: Σπίνθαρος?, Spìntaros; Taranto, ... – ...; fl. V-IV secolo a.C.), è stato un compositore e filosofo greco antico, vissuto tra V e IV secolo a.C..

## Biografia
Fu allievo di Socrate e da questi fu avviato alla musica e alla filosofia; ebbe certamente contatti a Taranto col concittadino Archita e con la filosofia pitagorica.
Spintaro trasmise al figlio Aristosseno gli aneddoti e le testimonianze che gli servirono per scrivere intorno al pitagorismo e per formarsi una sua dottrina filosofica che influenzò la sua concezione della musica. Non è escluso che gli svariati progressi ottenuti da Aristosseno in questo campo si debbano anche alla scuola pitagorica.